# Elisabetta Federica Sofia di Brandeburgo-Bayreuth
Elisabetta Federica Sofia di Brandeburgo-Bayreuth (Bayreuth, 30 agosto 1732 – Bayreuth, 6 aprile 1780) era figlia del margravio Federico di Brandeburgo-Bayreuth e della propria prima moglie Guglielmina di Prussia, sorella favorita di Federico il Grande. I suoi genitori avevano a lungo atteso la nascita invano di un erede maschio, ma Elisabetta Federica Sofia rimase l'unica erede e come tale essa venne cresciuta a corte sotto la diretta tutela dei genitori.

## Biografia
Al tempo della sua nascita, il matrimonio dei suoi genitori seguitava ad essere pienamente intatto. Ad ogni modo, durante gli anni successivi, la coppia divenne sempre più estranea ed il margravio Federico rivolse sempre più attenzioni alla sua amante Wilhelmine von Marwitz, dama di compagnia della moglie. Elisabetta Federica Sofia era considerata per il suo tempo "una delle donne più belle di tutta la Germania" come la descrisse Giacomo Casanova. Come figlia unigenita ella ebbe inoltre una rigida educazione e venne preparata ad un grandioso e nobile matrimonio.
Nel gennaio 1744 il duca Carlo II Eugenio di Württemberg si recò in visita a Bayreuth e si innamorò perdutamente di Elisabetta. Suo zio, il re Federico II di Prussia, era molto contento di questo fatto a tal punto che fu lui per primo a spingere Carlo II Eugenio su questa linea, dal momento che lo conosceva personalmente come buon partito nei due anni, che egli aveva trascorso alla corte prussiana per essere educato.
Il 26 settembre 1748, pertanto, Elisabetta Federica Sofia sposò il duca Carlo Eugenio a Bayreuth. Il matrimonio fu una delle celebrazioni più fastose della storia del margraviato, occasione nella quale venne aperto il nuovo teatro di corte (re-inaugurato dopo i restauri voluti dai genitori di Elisabetta) e venne coniata per i novelli coniugi una moneta commemorativa. Il matrimonio si presentò come un'accoppiata vincente tanto più che la quindicenne duchessa non aveva alcuna influenza nella politica del proprio nuovo reame. Presto però Carlo II Eugenio abbandonò ogni pretesa di fedeltà ed iniziò a spendere sempre più tempo con la propria amante, il che iniziò ad inasprire i rapporti nella coppia.
Il 19 febbraio 1750 Elisabetta diede alla luce il suo unico figlio, una bimba, la principessa Federica Guglielmina Augusta Luisa Carlotta di Württemberg, che però morì il 12 marzo 1751, poco dopo il proprio primo anno di vita. L'assenza di un erede maschio, inoltre, contribuì ad inasprire i rapporti tra i due coniugi. Dopo un soggiorno in Italia nel 1753, la coppia apparve stabile ed unita. Ad ogni modo, dopo il ritorno in patria, il duca riprese i propri incontri con l'amante e le dispute si riaccesero. Quando, nel 1756, Carlo II Eugenio diede ordine di arrestare dispoticamente un amico della moglie facendolo illegalmente imprigionare senza che lei lo sapesse, Elisabetta si staccò quasi completamente dal marito.
Durante la Guerra dei sette anni, inoltre, Carlo Eugenio aderì all'alleanza con Austria e Francia contro la Prussia e l'Inghilterra e così facendo distrusse completamente ogni amichevole rapporto con il re prussiano. Quando, nell'autunno del 1756, Elisabetta si recò in visita alla madre a Bayreuth, si rifiutò poi di tornare dal marito nel Württemberg, aprendo una chiara disputa sul loro matrimonio. Nel 1759, infine, si giunse ad un accordo tra le due parti: il matrimonio non sarebbe stato disciolto ed Elisabetta sarebbe rimasta de facto Duchessa di Würtemberg pur risiedendo presso la madre. Carlo Eugenio avrebbe pagato 54 000 talleri annui per il mantenimento della moglie, pur pretendendo di continuare a ricevere regolarmente aggiornamenti circa le attività e la salute della moglie.
Dopo la morte del padre nel 1763, Elisabetta ereditò il castello di famiglia presso Donndorf che ancora si trovava in costruzione e venne completato solo nel 1765. Qui ella si preoccupò di rimodellare e rifornire di arredi interni il palazzo, seguendo il proprio gusto personale e nominandolo Schloss Fantaisie, nome col quale ancora oggi è noto. Ella morì al Castello Vecchio (Alten Schloss) di Bayreuth, all'età di 46 anni. Come da suo testamento, ella venne sepolta nella cappella del Castello di Bayreuth (Schlosskirche Bayreuth) assieme ai genitori.

## Ascendenza
|                                                      |                                         |                                                                  | Genitori                                                         |  |  | Nonni |  |  | Bisnonni                                    |  |  | Trisnonni                                   |  |
|                                                      |                                         |                                                                  |                                                                  |  |  |       |  |  | 8. Cristiano Enrico di Brandeburgo-Kulmbach |  |  | 16. Giorgio Alberto di Brandeburgo-Kulmbach |  |
|                                                      |                                         |                                                                  |                                                                  |  |  |       |  |  | 8. Cristiano Enrico di Brandeburgo-Kulmbach |  |  | 16. Giorgio Alberto di Brandeburgo-Kulmbach |  |
|                                                      |                                         | 17. Maria Elisabetta di Schleswig-Holstein-Sonderburg-Glücksburg |                                                                  |  |  |       |  |  | 8. Cristiano Enrico di Brandeburgo-Kulmbach |  |  |                                             |  |
| 4. Giorgio Federico Carlo di Brandeburgo-Bayreuth    |                                         |                                                                  |                                                                  |  |  |       |  |  | 8. Cristiano Enrico di Brandeburgo-Kulmbach |  |  |                                             |  |
|                                                      |                                         | 9. Sofia Cristiana di Wolfstein                                  | 18. Alberto Federico di Wolfstein zu Sulzbürg                    |  |  |       |  |  |                                             |  |  |                                             |  |
|                                                      |                                         | 9. Sofia Cristiana di Wolfstein                                  | 18. Alberto Federico di Wolfstein zu Sulzbürg                    |  |  |       |  |  |                                             |  |  |                                             |  |
|                                                      |                                         | 9. Sofia Cristiana di Wolfstein                                  | 19. Sofia Luisa di Castell-Remlingen                             |  |  |       |  |  |                                             |  |  |                                             |  |
| 2. Federico di Brandeburgo-Bayreuth                  |                                         | 9. Sofia Cristiana di Wolfstein                                  |                                                                  |  |  |       |  |  |                                             |  |  |                                             |  |
|                                                      |                                         | 10. Federico Luigi di Schleswig-Holstein-Sonderburg-Beck         | 20. Augusto Filippo di Schleswig-Holstein-Sonderburg-Beck        |  |  |       |  |  |                                             |  |  |                                             |  |
|                                                      |                                         | 10. Federico Luigi di Schleswig-Holstein-Sonderburg-Beck         | 20. Augusto Filippo di Schleswig-Holstein-Sonderburg-Beck        |  |  |       |  |  |                                             |  |  |                                             |  |
|                                                      |                                         | 10. Federico Luigi di Schleswig-Holstein-Sonderburg-Beck         | 21. Maria Sibilla di Nassau-Saarbrücken                          |  |  |       |  |  |                                             |  |  |                                             |  |
| 5. Dorotea di Schleswig-Holstein-Sonderburg-Beck     |                                         | 10. Federico Luigi di Schleswig-Holstein-Sonderburg-Beck         |                                                                  |  |  |       |  |  |                                             |  |  |                                             |  |
|                                                      |                                         | 11. Luisa Carlotta di Schleswig-Holstein-Sonderburg-Augustenburg | 22. Ernest Gunther di Schleswig-Holstein-Sonderburg-Augustenburg |  |  |       |  |  |                                             |  |  |                                             |  |
|                                                      |                                         | 11. Luisa Carlotta di Schleswig-Holstein-Sonderburg-Augustenburg | 22. Ernest Gunther di Schleswig-Holstein-Sonderburg-Augustenburg |  |  |       |  |  |                                             |  |  |                                             |  |
|                                                      |                                         | 11. Luisa Carlotta di Schleswig-Holstein-Sonderburg-Augustenburg | 23. Augusta di Schleswig-Holstein-Sonderburg-Glücksburg          |  |  |       |  |  |                                             |  |  |                                             |  |
| 1. Elisabetta Federica Sofia di Brandeburgo-Bayreuth |                                         | 11. Luisa Carlotta di Schleswig-Holstein-Sonderburg-Augustenburg |                                                                  |  |  |       |  |  |                                             |  |  |                                             |  |
|                                                      | 12. Federico Guglielmo I di Brandeburgo | 24. Giorgio Guglielmo di Brandeburgo                             |                                                                  |  |  |       |  |  |                                             |  |  |                                             |  |
|                                                      | 12. Federico Guglielmo I di Brandeburgo | 24. Giorgio Guglielmo di Brandeburgo                             |                                                                  |  |  |       |  |  |                                             |  |  |                                             |  |
|                                                      | 12. Federico Guglielmo I di Brandeburgo | 25. Elisabetta Carlotta del Palatinato-Simmern                   |                                                                  |  |  |       |  |  |                                             |  |  |                                             |  |
| 6. Federico Guglielmo I di Prussia                   | 12. Federico Guglielmo I di Brandeburgo |                                                                  |                                                                  |  |  |       |  |  |                                             |  |  |                                             |  |
|                                                      |                                         | 13. Luisa Enrichetta d'Orange                                    | 26. Federico Enrico d'Orange                                     |  |  |       |  |  |                                             |  |  |                                             |  |
|                                                      |                                         | 13. Luisa Enrichetta d'Orange                                    | 26. Federico Enrico d'Orange                                     |  |  |       |  |  |                                             |  |  |                                             |  |
|                                                      |                                         | 13. Luisa Enrichetta d'Orange                                    | 27. Amalia di Solms-Braunfels                                    |  |  |       |  |  |                                             |  |  |                                             |  |
| 3. Guglielmina di Prussia                            |                                         | 13. Luisa Enrichetta d'Orange                                    |                                                                  |  |  |       |  |  |                                             |  |  |                                             |  |
|                                                      |                                         | 14. Giorgio I di Gran Bretagna                                   | 28. Ernesto Augusto di Brunswick-Lüneburg                        |  |  |       |  |  |                                             |  |  |                                             |  |
|                                                      |                                         | 14. Giorgio I di Gran Bretagna                                   | 28. Ernesto Augusto di Brunswick-Lüneburg                        |  |  |       |  |  |                                             |  |  |                                             |  |
|                                                      |                                         | 14. Giorgio I di Gran Bretagna                                   | 29. Sofia del Palatinato                                         |  |  |       |  |  |                                             |  |  |                                             |  |
| 7. Sofia Dorotea di Hannover                         |                                         | 14. Giorgio I di Gran Bretagna                                   |                                                                  |  |  |       |  |  |                                             |  |  |                                             |  |
|                                                      |                                         | 15. Sofia Dorotea di Celle                                       | 30. Giorgio Guglielmo di Brunswick-Lüneburg                      |  |  |       |  |  |                                             |  |  |                                             |  |
|                                                      |                                         | 15. Sofia Dorotea di Celle                                       | 30. Giorgio Guglielmo di Brunswick-Lüneburg                      |  |  |       |  |  |                                             |  |  |                                             |  |
|                                                      |                                         | 15. Sofia Dorotea di Celle                                       | 31. Éléonore d'Esmier d'Olbreuse                                 |  |  |       |  |  |                                             |  |  |                                             |  |
|                                                      |                                         | 15. Sofia Dorotea di Celle                                       |                                                                  |  |  |       |  |  |                                             |  |  |                                             |  |

## Fonti
- Il castello Fantaisie, su schloss-fantaisie.de. URL consultato il 31 ottobre 2009 (archiviato dall'url originale il 21 febbraio 2011).